# Who You Love
«Who You Love» — песня американского рок-музыканта и автора песен Джона Мейера и певицы Кэти Перри с шестого студийного альбома Мейера Paradise Valley (2013). Песня была написана самими певцами, а продюсерами стали Джон Мейер и Дон Воз из группы Was (Not Was).

## История
Песня была написана на фоне начавшейся в 2012 году дружбы Джона Мейера и певицы Кэти Перри. 17 декабря 2013 года они вместе представили песню в центре Barclays Center в Бруклине, Нью-Йорк, что пришлось на последний день концертного тура Мейера Paradise Valley.
21 декабря 2013 года сингл «Who You Love» дебютировал в американском хит-параде Billboard Hot 100 на восьмидесятом месте. 4 января после музыкального стриминга в сети и появления видеоклипа сингл снова появился в чарте и поднялся на № 48 в Hot 100.
«Who You Love» получила позитивные и умеренные отзывы музыкальных критиков и интернет-изданий. Эндрю Хамп из журнала Billboard рассматривал её в качестве центральной части всего альбома Мейера Paradise Valley. Энтони Декуртис из журнала Rolling Stone назвал «Who You Love» «любимым дуэтом». Рэндалл Робертс из газеты Los Angeles Times увидел в песне старый классический соул. Менее позитивным было мнение Каролайн Саливан из газеты The Guardian, которая назвал появление Перри в клипе сонным.
Премьера видеоклипа прошла 17 декабря 2013 года в передаче Good Morning America, режиссёром стала британская клипмейкер Софи Мюллер.

## Чарты
| Чарт (2013—14)                                      | Высшая позиция |
| --------------------------------------------------- | -------------- |
| Австралия (ARIA)                                    | 95             |
| Канада (Billboard Canadian Hot 100)                 | 70             |
| Япония Japan Adult Contemporary Airplay (Billboard) | 37             |
| Ливан (The Official Lebanese Top 20)                | 19             |
| США (Billboard Hot 100)                             | 48             |
| США (Billboard Hot Rock & Alternative Songs)        | 11             |
| США (Billboard Adult Pop Airplay)                   | 18             |

### Иоговые годовые чарты
| Чарт (2013)                       | Поззиция |
| --------------------------------- | -------- |
| США US Hot Rock Songs (Billboard) | 73       |

| Чарт (2014)                       | Позиция |
| --------------------------------- | ------- |
| США US Hot Rock Songs (Billboard) | 53      |